# Lauch (Heraldik)
Lauch ist in der Heraldik eine gemeine Figur, die nicht oft verwendet wird. 
Dargestellt wird eine Lauchstange mit Wurzeln, die in Richtung Blattspitzen der natürlichen Form nahe kommt. Es sind alle heraldischen Farben möglich. Grün und Gold sind bevorzugte Tinkturen. Ist die Doldenblüte, was seltener vorkommt, mit im Wappenschild, ist das zu erwähnen (melden). Die Wurzeln zeigen in der Regel zum Schildfuß oder zum seitlichen Schildrand.

Zwei schräggekreuzte Lauchstangen  im Wappen von Lauchheim
Wappen von Wales mit Lauch als Prachtstück
Lauch als Schildhalter im Wappen von Llandovery